# Samuel Christian Lucae
Samuel Christian Lucae, häufig auch Lucä (* 2. Mai 1787 in Frankfurt am Main; † 28. Mai 1821 ebenda) war ein deutscher Mediziner und Hochschullehrer.

## Leben
Lucae ist ein Nachkomme des Chronisten Friedrich Lucae und nahm 1805 ein Medizinstudium an der Universität Mainz auf, ging 1807 an die Universität Tübingen, an der er am 2. November 1808 zum Dr. med. promoviert wurde. Er kehrte zunächst in seine Heimatstadt zurück und wurde dort 1809 in die Ärzteschaft aufgenommen, bevor er ab Mai 1812 als Privatdozent für Physiologie und Osteologie an der Universität Heidelberg lehrte. Ebenfalls 1812 wurde er unter Karl Wenzel Professor der Anatomie und Physiologie an der Großherzoglichen Medizinisch-Chirurgischen Schule in Frankfurt, die allerdings aus finanziellen Gründen 1813 schon wieder geschlossen werden musste. Danach war er wieder als Arzt tätig.
Lucae wurde zum 2. Juni 1815 als ordentlicher Professor der Pathologie und Therapie sowie als Direktor der Medizinischen Klinik an die Universität Marburg berufen. 1820 war er als Prorektor der Marburger Universität Leiter der Hochschule. Er machte sich insbesondere im Bereich der Anatomie und Physiologie verdient.
Seine Söhne waren der Anatom Johann Christian Gustav Lucae und der Jurist und Schriftsteller Friedrich Lucae. Die Lucaestraße in Frankfurt-Eschersheim ist nach ihnen benannt.

## Veröffentlichungen (Auswahl)
- Anatomische Untersuchungen der Thymus in Menschen und Thieren, Brönner, Frankfurt am Main 1811.
- De facie humana cogitata anatomico-physiologica, Engelmann, Heidelberg 1812.
- De mechanicis nonnullis organorum rationibus, Frankfurt am Main 1813.
- Anatomische Bemerkungen über die Diverticula am Darmkanal und über die Höhlen der Thymus, Schrag, Nürnberg 1813.
- Grundzüge der Lehre von der reproductiven Lebensthätigkeit des menschlichen Individuums, Varrentrap, Frankfurt am Main 1816.
- Grundriß der Entwicklungsgeschichte des menschlichen Körpers, Krieger, Marburg 1819.